# HTML5
A HTML5 a HTML (Hypertext Markup Language, a web fő jelölőnyelve) korábbi verzióinak az átdolgozott változata. A kifejlesztésének egyik fő célja, hogy a webes alkalmazásokhoz ne legyen szükség pluginek (pl. Adobe Flash, Microsoft Silverlight, Oracle JavaFX) telepítésére.
A specifikáció a HTML4 és az XHTML1 új verzióját jelenti, a hozzájuk tartozó DOM2 HTML API-val együtt. A HTML5 specifikációban leírt formátumba történő migráció HTML4-ről, vagy XHTML1-ről a legtöbb esetben egyszerű, mivel a visszamenőleges kompatibilitás biztosított.
A specifikáció a közeljövőben támogatni fogja a Web Forms 2.0 specifikációt is.

## Jelölés
A HTML5 bevezet jó néhány új elemet (címkét) és tulajdonságot, amelyek a modern weblapokon jellemzően alkalmazott szerkezetekre kínálnak új megoldást. Néhány változtatás szemantikai jellegű, például az általánosan használt <div> és a soron belüli részek formázását biztosító <span> helyett a <nav> (a weboldal navigációs területe) és a <footer> (lábléc). Más elemek új funkciók elérését biztosítják szabványosított felületen, mint az <audio> és a <video> elemek.
Néhány a HTML 4.01-ben már érvénytelenített elem az új szabványba már nem került be. Ilyenek a mai weblapokon még gyakran jelenlévő <font> és <center> elemek, amelyek hatását most már végleg CSS kóddal kell megvalósítani. Újra hangsúlyt helyeztek a DOM szkriptek (gyakorlatilag a JavaScript) jelentőségére a weboldalak viselkedésével kapcsolatban.
A jelölések hasonlósága ellenére a HTML5 szintaxisa már nem az SGML-en alapul. Ezzel együtt úgy tervezték, hogy visszafelé kompatibilis legyen, így a korábbi HTML szabványokhoz készült elemzők a szokásos elemeket megérthetik.

## Oldalstruktúra
A HTML5 !DOCTYPE tagja (címkéje) is megváltozott. Lerövidítették, egyszerűsítették: 
```
<!DOCTYPE html>

```

A kezdőtag után jön a html nyitó- és zárótag. Ezek közé kerül minden: 
```
<
html
 
lang
=
"hu"
>
 
</
html
>

```

Ezután a head tagek jönnek. Ezek közé kerülnek a háttérinformációk: 
```
<
head
>
 
</
head
>

```

A head tag zárótagje után jönnek a body tagek. Ez így fest: 
```
<
body
>
 
</
body
>

```

Ez a struktúra.
Összegezve így néz ki:
```
<!DOCTYPE html>

<
html
 
lang
=
"hu"
>

    
<
head
>

    
</
head
>

    
<
body
>

    
</
body
>

</
html
>

```

A head tagek közé kell betenni minden háttérinformációt.
- Meta tagek.[1] Lehet benne keresőkulcsszó, tartalom, oldaldefiníció.
- Linkek. CSS-re (Cascading StyleSheets, egymásbaágyazott stíluslapok), vagy faviconra mutatnak.
- Script tagek, bennük scriptekkel, vagy azokhoz tartozó elérési utakkal.
- Base tagek. Ezeknek általában href attribútuma van, amik a weboldal egyes (általában fő-) oldalára mutatnak.
- Title tagek. Ezekben van az oldal címe.

A body tagek között kap helyet az oldal és többek között néhány (ha van) script (kivétel a PHP).
A weboldalak alapstruktúrája általában 
- egy fejléc, logóval és szlogennel,
- egy menüsor, oldalt, vagy a fejléc alatt/felett,
- egy tartalom doboz, ebben van minden tartalom.
- egy lábléc, másolásvédelmi szöveggel, vagy hasonlókkal.

Ez így fest, csupa HTML5-tel:
```
<!DOCTYPE html>

<
html
 
lang
=
"hu"
>

    
<
head
>

        
<
title
>

            Oldal neve
        
</
title
>

        
<
link
 
rel
=
"stylesheet"
 
href
=
"/style.css"
 
/>

        
<
script
 
type
=
"text/javascript"
>

            
/* Javascript, ha kell. */

        
</
script
>

        
<
meta
 
charset
=
"kívánt karakterkódolás"
 
/>

    
</
head
>

    
<
body
>

        
<
header
 
id
=
"fejlec"
>

            
<
img
 
src
=
"elérésiút"
 
alt
=
"logo, kép"
 
/>

            
<
h1
 
id
=
"szlogen"
>

                Szlogen
            
</
h1
>
 
        
</
header
>

        
<
section
 
id
=
"tartalom"
>

            
<
nav
 
id
=
"menusav"
>

                
<
a
 
href
=
"/oldal1"
>
Menü1
</
a
>

                
<
a
 
href
=
"/oldal2"
>
Menü2
</
a
>

                
<
a
 
href
=
"/oldal3"
>
Menü3
</
a
>

                
<
a
 
href
=
"/oldal4"
>
Menü4
</
a
>

                
<
a
 
href
=
"/oldal5"
>
Menü5
</
a
>

            
</
nav
>

            
<
article
 
id
=
"lenyeg"
>

                
<
header
>

                    
<
h2
>
Cikk címe
</
h2
>

                    
<
h3
>
Cikk alcíme
</
h3
>

                
</
header
>

                
<
p
>

                    Első bekezdés.
                
</
p
>

                
<
p
>

                    Második bekezdés.
                
</
p
>

            
</
article
>

        
</
section
>

        
<
footer
>

            
<
p
>

                Lábléc szövege
            
</
p
>

        
</
footer
>

    
</
body
>

</
html
>

```

## Külső hivatkozások
- WHAT Working Group (angolul)
- W3C HTML Working Group Archiválva 2011. február 28-i dátummal a Wayback Machine-ben (angolul)
- WHATWG Editor's draft (angolul)
- W3C Editor's draft (angolul)
- HTML5 differences from HTML4 Archiválva 2013. március 30-i dátummal a Wayback Machine-ben (angolul)
- HTML 5 Reference (angolul)
- HTML Design Principles Archiválva 2011. január 21-i dátummal a Wayback Machine-ben (angolul)
- HTML 5: The Markup Language Archiválva 2011. január 10-i dátummal a Wayback Machine-ben (angolul)
- HTML 5 Quick Reference Guide (angolul)
- Compatibility tables for features in HTML5, CSS3, SVG and other upcoming web technologies (angolul)
- HTML5 használata keresőoptimalizálási szempontból
- HTML5 programozás (magyar)